# Xã Washington, Quận Dubuque, Iowa
Xã Washington (tiếng Anh: Washington Township) là một xã thuộc quận Dubuque, tiểu bang Iowa, Hoa Kỳ. Năm 2010, dân số của xã này là 432 người.